# Затворницький Володимир Андрійович
Володимир Андрійович Затворницький (нар. 1 травня 1929, село 2-я Алєксандровка Жердєвського району, тепер Тамбовської області, Росія — 26 квітня 2017, місто Москва) — радянський державний діяч, новатор виробництва, бригадир комплексної бригади будівельного управління № 6 тресту «Мосбуд» № 1. Член Центральної Ревізійної Комісії КПРС у 1971—1981 роках. Член ЦК КПРС у 1981—1990 роках. Депутат Верховної Ради Російської РФСР 9—11-го скликань. Герой Соціалістичної Праці (11.08.1966).

## Життєпис
Народився в селянській родині.
Трудову діяльність розпочав у 1942 році колгоспником колгоспу «Новая жизнь» Тамбовської області. У 1947 році закінчив школу фабрично-заводського учнівства. З 1947 року працював в будівельних організаціях Москви: мулярем, монтажником, а з 1955 року — бригадиром комплексної бригади будівельників будівельного управління № 6 тресту (з 1988 року — проєктно-будівельного об'єднання) «Мосбуд» № 1 Головмосбуду.
У 1951 році закінчив сім класів середньої школи в Москві.
Член КПРС з 1958 року.
Указом Президії Верховної Ради СРСР від 11 серпня 1966 року за видатні успіхи, досягнуті у виконанні семирічного плану із капітального будівництва, Затворницькому Володимиру Андрійовичу присвоєно звання Героя Соціалістичної Праці з врученням йому ордена Леніна і золотої медалі «Серп і Молот».
Понад 600 тисяч квадратних метрів житла, десятки об'єктів найважливішого соціального значення (серед них дитячі садки, школи) були побудовані бригадою Затворницького.
З 1989 року — персональний пенсіонер у Москві.
Помер 26 квітня 2017 року. Похований на Троєкуровському цвинтарі в Москві.

## Нагороди і звання
- Герой Соціалістичної Праці (11.08.1966)
- два ордени Леніна (11.08.1966,)
- орден «Знак Пошани»
- медалі
- Державна премія СРСР (1980) — за видатні досягнення у праці (за впровадження річних планів завантаження бригад і поточних методів будівництва)
- Заслужений будівельник Російської РФСР
- Заслужений будівельник СРСР (1989)